# Liste der UNESCO Global Geoparks in Europa

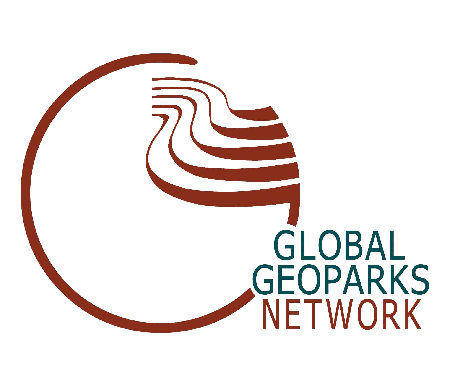
Logo des Global Geopark Network

Auf dieser Seite sind nach Staaten geordnet die Stätten in dem Kontinent Europa aufgelistet, die von der UNESCO im Rahmen des International Geoscience and Geoparks Programme (IGGP) als UNESCO Global Geopark anerkannt wurden und somit Mitglieder des Global Geopark Network sind.
Die Jahreszahl bezeichnet das Jahr der Anerkennung der Stätte als UNESCO Global Geopark. Jahreszahlen vor 2015 bedeuten, dass der Geopark in diesem Jahr als Mitglied des Global Geopark Network aufgenommen wurde, das 2015 in das IGGP integriert wurde und dessen Mitgliedern dann der Titel UNESCO Global Geopark verliehen wurde.

## Belgien
| Bild                       | Bezeichnung                   | Jahr | Fläche  | Anmerkungen                                                      |
| -------------------------- | ----------------------------- | ---- | ------- | ---------------------------------------------------------------- |
| Famenne                    | Famenne-Ardenne (Lage – Link) | 2018 | 915 km² | Geopark im Gebiet der Regionen Famenne, Calestienne und Ardennen |
| Oosterschelde, Zeelandbrug | Schelde-Delta                 | 2024 |         | Geopark zusammen mit den Niederlanden                            |

## Dänemark
| Bild             | Bezeichnung                                     | Jahr | Fläche   | Anmerkungen                     |
| ---------------- | ----------------------------------------------- | ---- | -------- | ------------------------------- |
| Odsherred        | Odsherred (Lage – Link)                         | 2014 | 355 km²  | Geopark im Gebiet von Odsherred |
| (weitere Bilder) | Vestjylland UNESCO Global Geopark (Lage – Link) | 2021 | 4759 km² |                                 |

## Deutschland
| Bild                                              | Bezeichnung                              | Jahr | Fläche     | Anmerkungen |
| ------------------------------------------------- | ---------------------------------------- | ---- | ---------- | --- |
| Die Dauner Maare (weitere Bilder)                 | Vulkaneifel (Lage – Link)                | 2004 | 1.220 km²  | Geopark in der Vulkaneifel. Die Landschaft ist vom Vulkanismus geprägt und zeichnet sich durch eine Vielzahl von Maaren, Schlackenkegeln, Lavaströmen, Lavadomen, Calderen und sprudelnden Quellen aus.                                            |
| Weserdurchbruch Porta Westfalica (weitere Bilder) | TERRA.vita (Lage – Link)                 | 2004 | 1.560 km²  | umfasst die Mittelgebirgszüge Teutoburger Wald und Wiehengebirge, den westlichen Rand des Wesergebirges und das Osnabrücker Land. Der Kern des Gebiets ist eine typische Mittelgebirgslandschaft mit interessanten geologischen Verwerfungslinien. |
| Felsenmeer im Lautertal (weitere Bilder)          | Bergstraße – Odenwald (Lage – Link)      | 2004 | 3.500 km²  | Geopark im Gebiet zwischen den Flüssen Rhein, Main und Neckar |
| Randecker Maar (weitere Bilder)                   | Schwäbische Alb (Lage – Link)            | 2004 | 6.688 km²  | umfasst die gesamte Schwäbische Alb, eine über Jahrmillionen entstandene höhlenreiche Karstlandschaft mit einmaligen Fossilienvorkommen und Vulkankratern, vom Hochrhein bis zum Nördlinger Ries                                                   |
| Roßtrappe (weitere Bilder)                        | Harz – Braunschweiger Land (Lage – Link) | 2004 | 11.500 km² | umfasst den Harz, das Braunschweiger Land und Ostfalen in einem Übergangsgebiet von der Geesteniederung entlang der Aller über das Ostbraunschweigische Hügelland bis hin zum Harzer Mittelgebirge                                                 |
| Felixsee (weitere Bilder)                         | Muskauer Faltenbogen (Lage – Link)       | 2011 | 578,8 km²  | Geopark im Bereich einer Stauchendmoräne der Elster-Kaltzeit im Lausitzer Grenzwall, grenzüberschreitend mit Polen |
| Blick auf die Wachsenburg (weitere Bilder)        | Inselsberg - Drei Gleichen (Lage – Link) | 2021 | 600 km²    | umfasst den Hauptkamm des Thüringer Walds mit dem Großen Inselsberg und das Gebiet um die Drei Gleichen im nördlichen Vorland |
| Ries vom Goldberg aus (weitere Bilder)            | Geopark Ries (Lage)                      | 2022 | 1749 km²   | umfasst den Einschlagskrater Nördlinger Ries sowie den Riesrand und die Gebiete mit den heute noch erhaltenen Auswurfmassen. (UNESCO) |

Ehemaliger Global Geopark:
- Mecklenburgische Eiszeitlandschaft (2005–2011)

## Finnland
| Bild                      | Bezeichnung                                                  | Jahr | Fläche    | Anmerkungen                                                           |
| ------------------------- | ------------------------------------------------------------ | ---- | --------- | --------------------------------------------------------------------- |
| See im Nationalpark Rokua | Rokua UNESCO Global Geopark (Lage – Link)                    | 2010 | 42.31 km² |                                                                       |
| (weitere Bilder)          | Lauhanvuori-Hämeenkangas UNESCO Global Geopark (Lage – Link) |      | 4907 km²  |                                                                       |
| Saimaa (weitere Bilder)   | Saimaa UNESCO Global Geopark (Lage – Link)                   |      |           | umfasst mit Saimaa den größten See Finnlands und viertgrößten Europas |
| (weitere Bilder)          | Salpausselkä UNESCO Global Geopark (Lage)                    | 2023 | 4506 km²  | UNESCO                                                                |

## Frankreich
| Bild                                       | Bezeichnung                     | Jahr | Fläche   | Anmerkungen                                   |
| ------------------------------------------ | ------------------------------- | ---- | -------- | --------------------------------------------- |
| Alpen von Haute Provence                   | Haute Provence (Lage – Link)    | 2004 | 2300 km² | Geopark an den Alpen im Südosten Frankreichs  |
| Am Gipfel Mourre Nègre (weitere Bilder)    | Geopark Luberon (Lage – Link)   | 2004 | 1953 km² | Geopark im Südosten Frankreichs               |
| Massif des Bauges (weitere Bilder)         | Massif de Bauges (Lage – Link)  | 2011 | 856 km²  | Geopark im Nordwesten der französischen Alpen |
| Chablais (weitere Bilder)                  | Chablais (Lage – Link)          | 2012 |          | Geopark südlich des Genfer Sees               |
| Fluss Eyrieux (weitere Bilder)             | Monts d’Ardèche (Lage – Link)   | 2014 | 2280 km² | Geopark in der Region Ardeche                 |
| Die Felsen von Rocamadour (weitere Bilder) | Causses du Quercy (Lage – Link) | 2017 | 1855 km² | Geopark in der Region Okzitanien              |
| Mount Broilly (weitere Bilder)             | Beaujolais (Lage – Link)        | 2018 | 1550 km² | Geopark in den Auvergne-Rhône-Alpes           |

## Griechenland
| Bild                                           | Bezeichnung                                           | Jahr | Fläche     | Anmerkungen                                                 |
| ---------------------------------------------- | ----------------------------------------------------- | ---- | ---------- | ----------------------------------------------------------- |
| Versteinerter Wald von Lesbos (weitere Bilder) | Lesvos Island UNESCO Global Geopark (Lage – Link)     | 2004 | 1636 km²   |                                                             |
| Sfendoni-Höhle                                 | Psiloritis UNESCO Global Geopark (Lage – Link)        | 2004 | 1159 km²   | Psiloritis (Website)                                        |
| Vouraikos-Schlucht (weitere Bilder)            | Chelmos-Vouraikos UNESCO Global Geopark (Lage – Link) | 2009 | 647 km²    |                                                             |
| Vikos-Schlucht (weitere Bilder)                | Vikos – Aoos UNESCO Global Geopark (Lage – Link)      | 2010 | 1217 km²   | Vikos-Schlucht, Vikos-Aoos-Nationalpark                     |
| Sitia UNESCO Global Geopark                    | Sitia UNESCO Global Geopark (Lage – Link)             | 2015 |            | Karsterscheinungen, Höhlen und Fossilien im Naturpark Sitia |
| BW                                             | Grevena - Kozani UNESCO Global Geopark (Lage – Link)  | 2021 | 2486 km²   |                                                             |
| Melissani (Höhle) (weitere Bilder)             | Kefalonia-Ithaca UNESCO Global Geopark                | 2023 | 773 km²    | UNESCO                                                      |
| Lavreotiki UNESCO Global Geopark               | Lavreotiki UNESCO Global Geopark                      | 2023 | 176,87 km² | Website, UNESCO                                             |

## Irland
| Bild                                 | Bezeichnung                                                    | Jahr | Fläche  | Anmerkungen |
| ------------------------------------ | -------------------------------------------------------------- | ---- | ------- | --- |
| Gipfel des Cuilcagh (weitere Bilder) | Culicagh Lakelands UNESCO Global Geopark (Link)                | 2004 | 180 km² | umfasst die Marble Arch Caves und die Cuilcagh Mountains grenzüberschreitend mit dem Vereinigten Königreich (Website) |
| Copper Coast (weitere Bilder)        | Copper Coast UNESCO Global Geopark (Lage – Link)               | 2004 | 50 km²  | Kupferküste: Küste der Ortschaften Fenor, Annestown-Dunhill, Boatstrand und Bunmahon im County Waterford (Website)    |
| Cliffs of Moher (weitere Bilder)     | Burren and Cliffs of Moher UNESCO Global Geopark (Lage – Link) | 2011 | 530 km² | Gletscher-Karstland (Website)                                                                                         |

## Island
| Bild                    | Bezeichnung                                   | Jahr | Fläche   | Anmerkungen                                               |
| ----------------------- | --------------------------------------------- | ---- | -------- | --------------------------------------------------------- |
| Mýrdalsjökull mit Katla | Katla UNESCO Global Geopark (Lage – Link)     | 2011 | 9542 km² | Website                                                   |
| (weitere Bilder)        | Reykjanes UNESCO Global Geopark (Lage – Link) | 2015 | 825 km²  | Mittelatlantischer Rücken im ldiereich von Reykjanesskagi |

## Italien
| Bild                                     | Bezeichnung                                                           | Jahr | Fläche      | Anmerkungen |
| ---------------------------------------- | --------------------------------------------------------------------- | ---- | ----------- | --- |
| Gole di Tiberio (weitere Bilder)         | Madonie UNESCO Global Geopark (Lage – Link)                           | 2004 | 400 km²     | Madonie, Sizilien (Website) |
| Beigua UNESCO Global Geopark             | Beigua UNESCO Global Geopark (Lage – Link)                            | 2005 | 392 km²     | Naturpark Beigua, Provinz Genua (Website)                                                                                               |
| Adamello-Brenta UNESCO Global Geopark    | Adamello-Brenta UNESCO Global Geopark (Lage – Link)                   | 2008 |             | Adamello, Brenta (Website) |
| Masseta-Küste (weitere Bilder)           | Cilento, Vallo di Diano e Alburni UNESCO Global Geopark (Lage – Link) | 2010 |             | umfasst den Nationalpark Cilento und Vallo di Diano                                                                                     |
| Tuscan Mining Park UneSCO Global Geopark | Tuscan Mining Park UneSCO Global Geopark (Lage – Link)                | 2010 | 1087 km²    | Der Archäologische Bergbaupark San Silvestro befindet sich in den Hügeln von Campiglia Marittima (Website)                              |
| Apuanische Alpen                         | Alpi Apuane UNESCO Global Geopark (Lage – Link)                       | 2011 | 494 km²     | Website |
| Rocca di Cerere (weitere Bilder)         | Rocca di Cerere UNESCO Global Geopark (Lage – Link)                   | 2004 | 1298 km²    | Website |
| Monte Pedum (weitere Bilder)             | Sesia Val Grande UNESCO Global Geopark (Lage – Link)                  | 2009 | 2023 km²    | umfasst den Nationalpark Val Grande sowie die Naturparks Alta Valsesia und Monte Fenera (Website)                                       |
| Pollino UNESCO Global Geopark            | Pollino UNESCO Global Geopark (Lage – Link)                           | 2015 | 1925 km²    | Geologische Besonderheiten im Nationalpark Pollino, gelegen im Grenzbereich zwischen dem Apennin und der kalabrischen Peloritano Bogen. |
| Tre Pizzi di Ciminà (weitere Bilder)     | Aspromonte UNESCO Global Geopark (Lage – Link)                        | 2021 | 650 km²     | Grenzen entsprechen dem Nationalpark Aspromonte (Website)                                                                               |
| Abruzzen-Gämse (weitere Bilder)          | Maiella UNESCO Global Geopark (Lage – Link)                           | 2021 | 740,095 km² | Grenzen entsprechen dem Nationalpark Majella                                                                                            |

## Kroatien
| Bild             | Bezeichnung                                         | Jahr | Fläche   | Anmerkungen                             |
| ---------------- | --------------------------------------------------- | ---- | -------- | --------------------------------------- |
| (weitere Bilder) | Papuk UNESCO Global Geopark (Lage – Link)           | 2007 | 524 km²  | Geopark innerhalb des Naturparkes Papuk |
| (weitere Bilder) | Vis Archipelago UNESCO Global Geopark (Lage – Link) | 2019 | 6661 km² | Vis-Archipel                            |

## Niederlande
| Bild                                          | Bezeichnung                       | Jahr | Fläche   | Anmerkungen                      |
| --------------------------------------------- | --------------------------------- | ---- | -------- | -------------------------------- |
| Im Hunebedden Centrum Borger (weitere Bilder) | Geopark De Hondsrug (Lage – Link) | 2013 | 1000 km² | Geopark in Drenthe und Groningen |

## Norwegen
| Bild                                | Bezeichnung                                       | Jahr | Fläche     | Anmerkungen |
| ----------------------------------- | ------------------------------------------------- | ---- | ---------- | --- |
| Magmatische Dykes (weitere Bilder)  | Gea Norvegica UNESCO Global Geopark (Lage – Link) | 2006 | 3000 km²   | Geopark aus acht Lokalitäten in Telemark und Vestfold, Südnorwegen: Skien, Porsgrunn, Kragerø, Larvik, Siljan, Bamble, Lardal, Nome (Website) |
| Magmatische Dykes (weitere Bilder)  | Magma UNESCO Global Geopark (Lage – Link)         | 2010 |            | Anorthosit |
| Steinstind auf Leka                 | Trollfjell UNESCO Global Geopark (Lage – Link)    | 2019 | 10.082 km² | Zwei Drittel des Geoparks liegen im Ozean. Zudem gehört unter anderem die Insel Leka zum Geopark. (Website)                                   |
| Gletscherschrammen (weitere Bilder) | Sunnhordland UNESCO Global Geopark (Lage)         | 2023 | 4764 km²   | Website, UNESCO |

## Österreich
| Bild                      | Bezeichnung                          | Jahr | Fläche    | Anmerkungen                                                                       |
| ------------------------- | ------------------------------------ | ---- | --------- | --------------------------------------------------------------------------------- |
| Salzatal (weitere Bilder) | Steirische Eisenwurzen (Lage – Link) | 2004 | 586 km²   | Geopark im steirischen Teil der Eisenwurzen mit dem Erzberg (Website)             |
| Obir-Tropfsteinhöhlen     | Karawanken (Lage – Link)             | 2013 | 1.067 km² | Geopark im Gebirgszug der Karawanken, grenzüberschreitend mit Slowenien (Website) |
| Mühlbach am Hochkönig     | Erz der Alpen (Lage – Link)          | 2014 | 211 km²   | Geopark im Salzburger Pongau (Website)                                            |

## Polen
| Bild                                                                 | Bezeichnung                                              | Jahr | Fläche    | Anmerkungen |
| -------------------------------------------------------------------- | -------------------------------------------------------- | ---- | --------- | --- |
| Tagebau Nochten (weitere Bilder)                                     | Muskauer Faltenbogen UNESCO Global Geopark (Lage – Link) | 2011 | 578,8 km² | Geopark im Bereich einer Stauchendmoräne der Elster-Kaltzeit im Lausitzer Grenzwall, grenzüberschreitend mit Deutschland |
| Periglaziale Blockhalde an einem Hang der Łysa Góra (weitere Bilder) | Heiligkreuzgebirge UNESCO Global Geopark (Lage – Link)   | 2021 | 526 km²   | Geopark im Heiligkreuzgebirge                                                                                            |

## Portugal
| Bild                                | Bezeichnung                                                        | Jahr | Fläche     | Anmerkungen    |
| ----------------------------------- | ------------------------------------------------------------------ | ---- | ---------- | -------------- |
| (weitere Bilder)                    | Naturtejo da Meseta Meridional UNESCO Global Geopark (Lage – Link) | 2006 | 4624,4 km² | Tejo (Website) |
| (weitere Bilder)                    | Arouca UNESCO Global Geopark (Lage – Link)                         | 2009 | 327 km²    | Website        |
| Lagoa do Caldeirão (weitere Bilder) | Açores UNESCO Global Geopark (Lage – Link)                         | 2013 | 12.884 km² | Website        |
| Fraga da Pegada (weitere Bilder)    | Terras de Cavaleiros UNESCO Global Geopark (Lage – Link)           | 2014 | 700 km²    | Website        |
| (weitere Bilder)                    | Estrela UNESCO Global Geopark (Lage – Link)                        | 2020 | 2216 km²   | Website        |

## Rumänien
| Bild                        | Bezeichnung                               | Jahr | Fläche   | Anmerkungen                               |
| --------------------------- | ----------------------------------------- | ---- | -------- | ----------------------------------------- |
| Haţeg UNESCO Global Geopark | Haţeg UNESCO Global Geopark (Lage – Link) | 2005 | 1024 km² | Dinosaurierpark von Hațeg (Hatzegopteryx) |
| Schlammvulkane von Berca    | Buzău Land UNESCO Global Geopark (Lage)   | 2022 | 1036 km² | UNESCO, Global Geoparks                   |

## Slowakei
| Bild            | Bezeichnung                   | Jahr | Fläche    | Anmerkungen                                                                              |
| --------------- | ----------------------------- | ---- | --------- | ---------------------------------------------------------------------------------------- |
| Novohrad-Nógrád | Novohrad-Nógrád (Lage – Link) | 2010 | 1.587 km² | Landschaft in der Südslowakei und in Nordungarn grenzüberschreitend mit Ungarn (Website) |

## Slowenien
| Bild                                      | Bezeichnung                                    | Jahr | Fläche    | Anmerkungen                                                              |
| ----------------------------------------- | ---------------------------------------------- | ---- | --------- | ------------------------------------------------------------------------ |
| Idrija UNESCO Global Geopark              | Idrija UNESCO Global Geopark (Lage – Link)     | 2013 | 294 km²   | Website                                                                  |
| Wildensteiner Wasserfall (weitere Bilder) | Karawanken UNESCO Global Geopark (Lage – Link) | 2013 | 1.067 km² | Geopark im Gebirgszug der Karawanken, grenzüberschreitend mit Österreich |

## Spanien
| Bild                                         | Bezeichnung                                                       | Jahr | Fläche      | Anmerkungen |
| -------------------------------------------- | ----------------------------------------------------------------- | ---- | ----------- | --- |
| Maestrazgo UNESCO Global Geopark             | Maestrazgo UNESCO Global Geopark (Lage – Link)                    | 2004 | 2622 km²    | Maestrazgo |
| Bucht von Mónsul                             | Cabo de Gata-Níjar UNESCO Global Geopark (Lage – Link)            | 2006 | 500 km²     | Cabo de Gata (Website)                                                                                              |
| Sobrarbe-Pirineos UNESCO Global Geopark      | Sobrarbe-Pirineos UNESCO Global Geopark (Lage – Link)             | 2006 | 2202 km²    | Sobrarbe-Pyrenäen                                                                                                   |
| Sierras Subbéticas UNESCO Global Geopark     | Sierras Subbéticas UNESCO Global Geopark (Lage – Link)            | 2006 | 320 km²     | Teile der Betischen Kordillere in Andalusien                                                                        |
| Basque Coast UNESCO Global Geopark           | Basque Coast UNESCO Global Geopark (Lage – Link)                  | 2010 | 89 km²      | Küste des Baskenlandes                                                                                              |
| Central Catalonia UNESCO Global Geopark      | Central Catalonia UNESCO Global Geopark (Lage – Link)             | 2012 | 1300 km²    | |
| Sierra Norte de Sevilla                      | Sierra Norte de Sevilla (Lage – Link)                             | 2011 | 1774,84 km² | Sierra Norte in de Provinz Sevilla, Andalusien                                                                      |
| Villuercas Ibores Jara UNESCO Global Geopark | Villuercas Ibores Jara UNESCO Global Geopark (Lage – Link)        | 2011 | 2544,84 km² | Website |
| Molina-Alto Tajo UNESCO Global Geopark       | Molina-Alto Tajo UNESCO Global Geopark (Lage – Link)              | 2014 | 4520 km²    | Molina de Aragón (Website)                                                                                          |
| (weitere Bilder)                             | El Hierro UNESCO Global Geopark (Lage – Link)                     | 2014 | 595 km²     | Der Geopark umfasst die gesamte Kanarische Insel El Hierro sowie eine Meeresfläche von etwa 312 km² um diese herum. |
| Montaña Clara                                | Lanzarote and Chinijo Islands UNESCO Global Geopark (Lage – Link) | 2015 | 2500 km²    | Lanzarote und Chinijo Inseln                                                                                        |
| Las Loras UNESCO Global Geopark              | Las Loras UNESCO Global Geopark (Lage – Link)                     | 2017 | 950,76 km²  | |
| Origens UNESCO Global Geopark                | Origens UNESCO Global Geopark (Lage – Link)                       | 2018 | 2050 km²    | Geopark in der Provinz Lleida                                                                                       |
| Courel Mountains UNESCO Global Geopark       | Courel Mountains UNESCO Global Geopark (Lage – Link)              | 2019 | 577,85 km²  | |
| Granada UNESCO Global Geopark                | Granada UNESCO Global Geopark (Link)                              | 2020 | 4722 km²    | |
| (weitere Bilder)                             | Cabo Ortegal UNESCO Global Geopark                                | 2023 | 799,72 km²  | UNESCO |

## Tschechien
| Bild                           | Bezeichnung                       | Jahr | Fläche  | Anmerkungen |
| ------------------------------ | --------------------------------- | ---- | ------- | ----------- |
| Drachenfelsen (weitere Bilder) | Böhmisches Paradies (Lage – Link) | 2005 | 742 km² |             |

## Ungarn
| Bild                                 | Bezeichnung                                        | Jahr | Fläche   | Anmerkungen                                                                          |
| ------------------------------------ | -------------------------------------------------- | ---- | -------- | ------------------------------------------------------------------------------------ |
| Bakony-Balaton UNESCO Global Geopark | Bakony-Balaton UNESCO Global Geopark (Lage – Link) | 2012 | 3244 km² |                                                                                      |
| Burg Šomoška                         | Novohrad-Nógrád (Lage – Link)                      | 2012 | 1587 km² | Landschaft in der Südslowakei und in Nordungarn grenzüberschreitend mit der Slowakei |

## Vereinigtes Königreich
| Bild                                       | Bezeichnung                                              | Jahr | Fläche   | Anmerkungen                                                                             |
| ------------------------------------------ | -------------------------------------------------------- | ---- | -------- | --------------------------------------------------------------------------------------- |
| Marble Arch Caves (weitere Bilder)         | Marble Arch Caves (Lage – Link)                          | 2004 | 180 km²  | umfasst die Marble Arch Caves und die Cuilcagh Mountains grenzüberschreitend mit Irland |
| Meilenkastell am Hadrianswall              | North Pennines AONB UNESCO Global Geopark (Lage – Link)  | 2004 |          | Pennines                                                                                |
| Fforest Fawr UNESCO Global Geopark         | Fforest Fawr UNESCO Global Geopark (Lage – Link)         | 2005 | 763 km²  | Fforest Fawr im Brecon-Beacons-Nationalpark (Website)                                   |
| North-West Highlands UNESCO Global Geopark | North-West Highlands UNESCO Global Geopark (Lage – Link) | 2004 | 2100 km² | Nordwestliche Schottische Highlands (Website)                                           |
| English Riviera UNESCO Global Geopark      | English Riviera UNESCO Global Geopark (Lage – Link)      | 2007 |          | Englische Riviera                                                                       |
| GeoMôn UNESCO Global Geopark               | GeoMôn UNESCO Global Geopark (Lage – Link)               | 2009 | 1800 km² |                                                                                         |
| Shetland UNESCO Global Geopark             | Shetland UNESCO Global Geopark (Lage – Link)             | 2009 | 1468 km² | Website                                                                                 |
|                                            | Black Country UNESCO Global Geopark (Link)               |      |          | Website                                                                                 |
|                                            | Mourne Gullion Strangford UNESCO Global Geopark          | 2023 | 1932 km² | UNESCO                                                                                  |

Ehemalige Global Geoparks:
- Abberley & Malvern Hills (2004–2008)
- Lochaber (2007–2011)